# Compsosuchus solus
Compsosuchus solus (gr. "cocodrilo hermoso solo") es la única especie conocida del género extinto Compsosuchus de dinosaurio terópodo abelisáurido que vivió a finales del período Cretácico Superior, hace aproximadamente 70 millones de años, en el Maastrichtiense en lo que es hoy la India. Fue un pequeño terópodo, grácil que llegó a medir 2 metros de largo, 0,8 de alto y a pesar unos 20 kilogramos. Descrito durante 1933 por von Huene y Matley, aunque un año antes Huene lo había nombrado sin describirlo. Lo describieron a partir de restos encontrados en la Formación Lameta, en el Monte Bara Simla, en Madhya Pradesh, India. El único ejemplar encontrado, un atlas y axis articulados. La articulación del axis hace recordar a la del Allosaurus, por esto en un principio fue considerado un Allosauridae. Luego fue colocado dentro se Coelurosauria y hoy es más aceptado como Abelisauridae, ya que este axis es muy similar a de los Carnotaurinae, mostrando una convergencia evolutiva entre estos y los alosáuridos, aunque todavía esto está en discusión y para muchos es un género dudoso. Novas et al. concluyeron que Compsosuchus es un abelisáurido indeterminado, puesto que no hay al parecer diferencias principales de un atlas-axis de Indosaurus referido por Chatterjee y Rudra. Sin embargo, este último no es necesariamente de Indosaurus, y puede ser Compsosuchus, haciendo esta razón discutible. Carrano et al.  en 2011 describieron el axis de Masiakasaurus y notaron que Compsosuchus era muy similar a excepción de un centro de atlas ligeramente más hacia arriba y una proceso odontoides proporcionalmente menor, por lo tanto colocando el taxón en Noasauridae.